# Louis Maxson
Louis William Maxson (ur. 2 lipca 1855 w Herbertville, zm. 2 lipca 1916 w Baltimore) – amerykański łucznik, mistrz olimpijski.

## Życiorys
W 1904 roku podczas igrzysk olimpijskich rozgrywanych w Saint Louis zdobył złoty medal w rywalizacji drużynowej, a w zawodach indywidualnych zajął 12. miejsce w Double American Round i Double York Round. Zwyciężył również w nieoficjalnych zawodach w strzelaniu na odległość (oddał strzał na dystans 236,83 m).
W latach 1889–1894 i w 1898 roku był mistrzem Stanów Zjednoczonych. W latach 1901–1904 występował w czołowym amerykańskim klubie łuczniczym Potomac Archers (w barwach tego klubu zdobył złoto olimpijskie). Wieloletni sekretarz National Archery Association. Z zawodu był rzecznikiem patentowym.